# Dérivation lexicale
La dérivation lexicale, ou encore dérivation, est un des procédés de formation des mots, au même titre que le néologisme ou l'emprunt. Elle s'inscrit au sein de la morphologie dérivationnelle (ou lexicale).
Attention, bien que présentés dans cet article, les procédés de formation des mots suivants ne sont pas des dérivations : la composition, la troncation, les mots-valise, les acronymes. 
La conversion est une dérivation dite « impropre ». 
- La conversion[2] permet de changer la catégorie grammaticale d'un item lexical sans changer son sens.
- La composition permet de créer des items lexicaux complexes formés de plusieurs autres items lexicaux sans pour autant faire intervenir d'affixes, dont l'utilisation est caractéristique de la construction.
- La troncation est utilisée pour réduire la forme d'un mot, pour faire des diminutifs, hypocoristiques ou des abréviations.
- Les mots-valises sont des contractions phonologiques à la frontière de deux items lexicaux. Le domaine de la morpho-phonologie est souvent transformé en morphonologie.
- Les acronymes permettent de contracter un ensemble de plusieurs items lexicaux en un seul (Bibliothèque Universitaire > BU, Caisse des Allocations Familiales > CAF), pour plus de détails sur leur prononciation, voir Plénat (2007b)[3].
- La dérivation est l'ajout d'un affixe à un radical.

Note. Les langues sémitiques, fonctionnant par gabarits, ne peuvent être expliquées par ces procédés, bien que certaines théories aient essayé de nommer les gabarits tri-consonantiques C-C-C (schèmes) des bases et les gabarits pluri-vocaliques (V-V, V-V-V, V-V-V-V, etc.) des transfixes.

## Conversion
La conversion est souvent considérée comme une suffixation nulle, également appelée dérivation impropre en français. Des exemples de conversion peuvent se trouver assez facilement :
- orangeN (fruit) > orangeAj (couleur) ;
- mangerV > le mangerN ;
- giflerV > gifleN ;
- grandAj > grandN (« mon grand »).

On peut également considérer les catachrèses (type de métonymie) comme des conversions. Ce procédé est très utilisé dans les argots et certains cryptolectes (technolectes et sociolectes). Prenons l'usage du terme « souris » : 
- souris : petit mammifère, rongeur, etc. ;
- sourisInf. : périphérique de saisie manuelle créant un pointeur à l'écran ;
- sourisArg. : femme légère, voleuse[5].

## Composition
La composition permet de jumeler deux items lexicaux pour en former un nouveau. Le sens de ce nouvel item peut porter sur l'un des items de sa fabrication (il est dit endogène), ou sur l'ensemble des deux ou sur aucun (il est dit exogène).
Exemples :
porterv + manteaun > portemanteaun : le sens est endogène
porterv + plumen > porte-plumen : le sens est exogène
tirerv + bouchonn > tire-bouchonn : le sens est endogène
tournerv + visn > tournevis : le sens est exogène.
La composition permet également de créer des termes en mélangeant deux langues différentes, on dénombre ainsi en français, des composés :  
- grec-latin
- latin-grec
- latin-latin/grec-grec
- latin-français

## Troncation
La troncation permet de raccourcir un item lexical. Les éléments tronqués peuvent être laissés de la sorte, être suffixés ou dupliqués (cas des hypocoristiques). Ce procédé est très utilisé dans les argots. Le terme dérivation régressive est utilisé en linguistique traditionnelle française pour exprimer les cas, souvent utilisés en ancien français et moyen français, de suppression d'un suffixe par analogie (démocrate et aristocrate à partir de démocratie et aristocratie).
Exemples :
Bibliographie > biblio
Bibliothèque > bibli
Florence > Flo > Floflo
Forum > fo > fofo
Directeur > dir > dirlo
Allumette > al > alouf
Frangin > frang- > frangibus
Nicolas Sarkozy > Sarkozy > Sarko
Dans l'ensemble, le français tend à apprécier les finales de mots tronqués en [o], l'anglais américain semble apprécier les finales en [a] (argots américains).

## Mot-valise
Procédé qui consiste à coller le début d'un mot à la fin d'un autre pour créer un nouveau mot, souvent à but humoristique ou satirique.
franglais : français + anglais ;
transistor : transfer + resistor ;
alicament : aliment + médicament ;
adulescent : adulte + adolescent ;

## Acronyme
Un acronyme est un sigle passé dans le langage courant : ovni, radar, sida, ... 

## Dérivation
La dérivation est l'ajout d'un affixe à un radical. On dénombre plusieurs types d'affixes, cependant, les découvertes et appellations de la linguistique moderne entrent parfois en conflits terminologiques avec ceux de la linguistique traditionnelle.
Le terme "affixe" regroupe un ensemble de cinq éléments :  
- Préfixes, placés avant leur base
- Infixes, placés à l'intérieur d'une base, ou entre une base et un affixe d'un terme déjà lexicalisé
- Suffixes, placés après la base

### Préfixation
En français, la préfixation permet de changer le sens d'un élément lexical sans pour autant le changer de catégorie (nom, verbe, adjectif, adverbe). L'origine de ces préfixes est très souvent latine, mais il arrive parfois qu'elle soit germanique ou gauloise.
Préfixe re- + base donner → redonner

### Infixation
L’infixation, procédé qui consiste à insérer un affixe à l’intérieur d’un mot, n'existe pas en français, mais est courante dans les langues austronésiennes :
Infixation en bontoc (Philippines): 
fikas ‘fort’
f-um-ikas ‘être fort’
kilad ‘rouge’ 
k-um-ilad ‘être rouge’ 
Selon certains[réf. nécessaire], un mot comme ‘fuckin’ peut fonctionner comme un infixe en anglais (it’s un-fuckin-believable!).

### Suffixation
Exemples :
Base sauter + ill → sautiller : ici, on remarque la formation de sautiller sur sauter. La forme -er à la fin d'un verbe n'est pas à considérer comme un suffixe, puisqu’il s'agit d'une forme de son paradigme flexionnel, et par conséquent, le verbe "sauter" est représenté par sautv. Sautiller est donc une suffixation, puisque le -ill /ij/ se fixe après la base simple sautv.
Base fin + suffixe -al → final

### Parasynthèse
Préfixe et suffixe sont ajoutés simultanément.
Exemples :
- Préfixe a- + base peur + suffixe -é → apeuré (ni "apeur", ni "peuré" n'existent, apeuré est donc formé par parasynthèse. Cependant, il y a aussi la possibilité de considérer que le -é d'apeuré est un participe passé, aussi, bien que la forme apeur n'existe pas, apeurer existe, et comme expliqué plus haut, -er n'est pas un suffixe puisqu'une marque de flexion. Apeuré peut donc être analysé comme :
  - peurn -[parasynthèse | conversion & a-]→ apeurv, puis flexion du verbe au participe passé : apeuré. (On constatera d'ailleurs qu'apeuré se comporte comme un participe passé, puisqu'il s'accorde en genre et en nombre. Il est d'ailleurs admis que les participes passés sont des flexions qui permettent de former des adjectifs à partir de verbes[10])
- sterbenAll. 'mourir' : participe passé → gestorben.